# 676-й лёгкий бомбардировочный авиационный полк
676-й лёгкий бомбардировочный авиационный полк — воинская часть вооружённых СССР в Великой Отечественной войне.

## История
Полк формировался с ноября 1941 года в Сибирском военном округе. Был вооружён самолётами У-2.
В составе действующей армии с 31 декабря 1941 по 6 апреля 1942 года
В конце декабря 1941 года поступил в 57-ю смешанную авиационную дивизию Северо-Западного фронта, действовал в районе озера Вельё, Старой Руссы, Полы. Вёл боевые действия в этом районе до расформирования, в основном использовался как полк ночных бомбардировщиков, также разбрасывал листовки.
6 апреля 1942 расформирован.

## Полное наименование
676-й лёгкий бомбардировочный авиационный полк

## Подчинение
| Дата            | Фронт (округ)         | Армия      | Корпус | Дивизия                            | Примечания |
| --------------- | --------------------- | ---------- | ------ | ---------------------------------- | ---------- |
| 01.01.1942 года | Северо-Западный фронт | -          | -      | 57-я смешанная авиационная дивизия | -          |
| 01.02.1942 года | Северо-Западный фронт | 11-я армия | -      | 57-я смешанная авиационная дивизия | -          |
| 01.03.1942 года | Северо-Западный фронт | 11-я армия | -      | -                                  | -          |
| 01.04.1942 года | Северо-Западный фронт | 11-я армия | -      | -                                  | -          |